# Arapaimidae
Arapaimidae – rodzina ryb kostnojęzykoształtnych (Osteoglossiformes), obejmująca kilka współcześnie żyjących gatunków słodkowodnych ryb, zaliczanych przez niektórych autorów do rodziny kostnojęzykowych (Osteoglossidae) w randze podrodziny Heterotidinae. Należą do nich jedne z największych słodkowodnych ryb świata – południowoamerykańskie arapaimy – oraz afrykański heterotis (Heterotis niloticus).

## Cechy charakterystyczne
U Arapaimidae, w odróżnieniu od kostnojęzykowych, nie występują wąsiki podbródkowe. Liczba promieni branchiostegalnych wynosi od 7 do 11.

## Klasyfikacja
Rodzaje zaliczane do tej rodziny:
Arapaima – Heterotis